# Hasan Kücük
Hasan Kücük o Hasan Küçük, també Hasan-i Kuček, Hasan-i Kučik o Hasan Kučak (حسن کوچک), (vers 1319 – 15 de desembre de 1343) fou un príncep cobànida, fill de Timurtash Coban. Va establir un efímer virtual estat independent a l'Arran i Azerbaidjan.
El 1336 els djalayàrides van posar al tron persa a Muhammad Khan. Llavors Hasan va provar de reagrupar les forces de la família i va anunciar que el seu pare Timurtash Coban, que gaudia de molts suports entre els amirs, estava viu; un esclau de nom Kara Djari (potser un bastard d'amir Coban), que hi tenia certa similitud, fou presentat com a Timurtash i la vídua d'aquest el va acceptar. El sultà mameluc Al-Nasr Muhammad, que havia fet executar a Timurtash Coban, va advertir del frau, però no fou escoltat. Els cobànides i els seus partidaris se li van unir. Alguns dels cobànides van abandonar el servei del djalayàrida Hasan Buzurg, com per exemple Pir Husayn fill de Shaikh Mahmud i net de Coban. Llavors els revoltats van derrotar a Hasan a Alataq (prop de Nakhichevan) el 16 de juliol de 1338. La regió de Tabriz (i tot Azerbaidjan) fou ocupada i Muhammad Khan fou executat.
Llavors Kara Djari va provar d'agafar el poder per a si mateix; va fracassar i va haver de fugir. Hasan Kücük va posar al tron ilkhànida a Sati Beg, germana d'Abu Said Bahadur Khan i vídua d'amir Coban (estiu de 1338). Un altre pretendent al tron, Togha Timur, que tenia el suport djalayàrida, va sortir del Khurasan l'hivern del 1339 contra els cobànides, seguint ordes d'Hasan Buzurg, que marxaria darrere seu per donar-li suport. Llavors Kücük va oferir la mà de Sati Beg a Togha; aquest va enviar unes cartes de complaença a Kücük que aquest va fer arribar a Buzurg, el qual es va sentir traït i va aturar la seva progressió en ajut de Togha; aquest darrer llavors es va veure obligat a retirar-se (juliol de 1339).
El maig de 1339 Kücük va portar al tron a Sulayman Khan. En la batalla que va assegurar la victòria de Hasan Buzurg el djalayàrida havien destacat Pir Husayn i Surgan (fill d'amir Coban), i el segon fou nomenat governador d'Iraq. Però després de la revolta cobànida per un temps va estar proper a Kücük, però després, no satisfet amb el tractament donat a la seva mare Sati Beg per part de Kücük (1340), es va posar al servei de Buzurg que també va rebre el suport del governador del Diyarbakr i del sultà mameluc Al-Nasr, si bé aquest darrer va poder ser apartat de l'aliança per maniobres diplomàtiques d'Hasan Kücük. El 1340 els cobànides van entrar a Siraz mercès al suport del muzaffàrida Mubariz al-Din Muhammad (al que va cedir Kirman) i van cedir Esfahan (1340) a Abu Ishak Djamal al-Din (príncep de la dinastia indjúida). Pir Husayn fou nomenat governador de Siraz.
Togha Timur va enviar al seu germà Amir Saikh Ali Kawun a envair Iraq, i el governador Surgan va fer aliança amb l'invasor i junts van atacar als cobànides però foren derrotats per Malik Ashraf (germà de Kücük) a la segona meitat de 1341. Surgan fou fet presoner.
Abu Ishak d'Esfahan es va aliar al seu germà Djalal al-Din Masud Shah, pretendent del Fars, i a membres dissidents de la família cobànida, conspirant per recuperar Fars (i per venjar la mort del seu germà Amir Muhammad que havia estat executat pel cobànida Pir Husayn); el seu aliat cobànida fou Malik Ashraf ibn Timurtash ibn Coban, cosí de Pir Husayn i germà del governant a Tabriz, Hasan Kücük. Reunits els aliats a Esfahan el 1342 van derrotar a Pir Husayn que al no estar segur de les lleialtats amb les que podia comptar entre els feudataris a Fars i Yadz, va fugir cap a Tabriz on el seu cosí Hasan Kücük el va fer matar (1342). Mentre Masud Shah Indju, amb el suport d'un comandant i príncep cobànida de nom Yaghi Basti (que era l'oncle de Malik Ashraf ibn Timurtash i també oncle de Hasan Kücük de Tabriz) va recuperar el poder. Malik Ashraf i Yaghi Basti es van reunir, van avançar cap a Shiraz que va quedar en poder de Malik Ashraf. Però Kücük va aconseguir expulsar a Ashraf, per mitjà d'Abu Ishak d'Esfahan que va anar a la ciutat de Shiraz i va fer fugir al fins llavors aliat Ashraf cap a Geòrgia; llavors es van presentar Masud Shah (germà d'Abu Ishak que conservava molta influència a Fars) i Yaghi Basti, i Abu Ishak va renunciar a governar Shiraz i es va retirar cap a Shabankara, a l'est de Shiraz, deixant el poder a Masud Shah. Aquesta retirada es devia principalment al fet que el seu germà era més popular a Shiraz (que havia governat abans durant algunes temporades i era considerat el legítim successor del seu pare Sharaf al-Din Mahmud Shah) i tenia el suport dels cobànides dissidents.
Només unes setmanes després Yaghi Basti va fer matar Masud Shah que nominalment era el seu superior. Va esclatar una revolta popular a Shiraz que va durar vint dies instigada per Abu Ishak, els homes del qual finalment van dominar la ciutat mercès a l'ajut del cap local de Kazerun, i el general cobànida fou expulsat.
El 1343 Yaghi Basti i Malik Ashraf es van reunir de nou a l'Iraq i van tornar a Fars atacant Shiraz amb el suport del muzaffàrida Muhammad de Yadz. Van conquerir Abarkuh on van massacrar als seus habitants, però abans d'aconseguir el seu objectiu va arribar la notícia de la mort de Hasan Kücük, i la campanya es va abandonar retornant els dos cobànides a Tabriz i Muhammad a Yadz. Abu Ishak es va quedar amb Shiraz i Fars (incloent la costa del Golf) a més a més d'Esfahan.
Efectivament al final d'aquest mateix any 15 de desembre de 1343 l'esposa de Kücük, Izzat Malik, el va assassinar segons es creu per temor que es descobrís que li havia estat infidel, en el curs d'una campanya contra Bagdad. No va deixar successor i Malik Ashraf, Yaghi Basti, i Surgan es van disputar l'herència, sent el primer el que es va imposar al cap d'uns mesos de lluita (Surgan va morir a la lluita i Yaghi Basti va desaparèixer assassinat sens dubte per ordre de Malik Ashraf).